# Seked

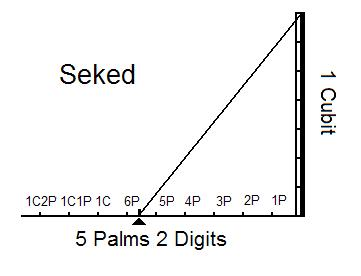
Inclinação da Grande Pirâmide.

Seked (ou seqed) é uma antiga unidade de medida do Antigo Egito usada para a inclinação das faces triangulares de uma pirâmide direita. O sistema foi baseado na medida do comprimento egípcio conhecido como o cúbito real. Ela era subdividida em sete palmas, cada uma das quais subdividida em quatro dígitos. A inclinação das encostas medidas era, portanto, expressa como o número de palmas e dígitos horizontais em relação a cada aumento real de côvados.
Esta inclinação, uma forma da medida moderna de "gradiente", é assim uma medida equivalente à nossa cotangente moderna do ângulo de inclinação.